# Cúmulo globular M19

Cúmulo globular M19 (También conocido como Messier 19 o NGC 6273) es un cúmulo globular ubicado en la constelación de Ophiuchus. Fue descubierto por Charles Messier en el año de 1764 e incorporado a su catálogo de objetos astronómicos el mismo año.
Su magnitud conjunta en banda B (filtro azul) es igual a la 8.45, su magnitud en banda V (filtro verde) es igual a la 7.47; su tipo espectral es F3: fotográficamente se aprecia de color amarillento debido a la gran cantidad de estrellas gigantes rojas (de color amarillento o dorado) que contiene.
De su velocidad radial, 129.4 km/s, se deduce que se aleja de la Tierra a más 465 840 km/h: esta velocidad está originada por la combinación de su velocidar orbital alrededor del núcleo de la Vía Láctea, además de la velocidad propia del Sol y de la Tierra.
M19 es el más ovalado de los cúmulos globulares. Se encuentra a una distancia de 28,000 años luz del Sistema Solar, y a 5,200 años luz del centro de la galaxia. Está localizado 9 grados sobre el Plano Galáctico y ligeramente al este del centro de la galaxia.
Visto desde la tierra tiene un diámetro aparente de diecisiete minutos de arco (17'), lo que corresponde con un diámetro de 140 años luz en su eje más grande, Utilizando un telescopio para aficionados aparecerá con un diámetro de 6' y hasta 13.5' en fotografía.